# شرق الشعف (الشعر)

تعديل مصدري - تعديل

شرق الشعف محلة تابعة لقرية المشاذى، التابعة لعزلة بيت الصائدي بمديرية الشعر إحدى مديريات محافظة إب في الجمهورية اليمنية.، بلغ تعداد سكانها 107 حسب تعداد اليمن لعام 2004.